# Peter Joseph Eilender
Peter Joseph Eilender (* 27. April 1767 in Bonn; † 8. November 1831 in Bonn) war Jurist und 1816 kommissarischer Oberbürgermeister von Bonn.
Eilender besuchte bis 1783 das Maximilian-Gymnasium seiner Geburtsstadt und studierte dort auch an der Universität.
Ohne Besoldung arbeitete er 1793 als Protokollist bei der kurfürstlichen Regierung in Bonn. Nach der französischen Besetzung wurde er übernommen und war 1795 Mitglied der Verwaltung des Arrondissements Bonn. Ein Jahr später fungierte er als Verwalter des Cantons Andernach. 1797 war er Sekretär der wiederhergestellten kurkölnischen Landesregierung und wiederum ein Jahr später stand er als Präsident der Municipalverwaltung der Stadt Bonn vor. Dieses Amt hatte er zwei Jahre inne, bevor er 1800 zur Zentralverwaltung des Departements Rhin et Moselle wechselte. Dann zog es ihn nach Bonn zurück, wo er 1801 Municipalrat wurde und schließlich 1814 Beigeordneter des Oberbürgermeisters.
Den erneuten Herrschaftswechsel überstand er unbeeinträchtigt. Unter der preußischen Regierung leitete er 1816/17 als kommissarischer Oberbürgermeister die Stadtverwaltung. Auf Grund der Notzeiten erhielt er keine Besoldung. Da ihm auch noch ein zweiter Beigeordneter verweigert wurde, bat er um Entlassung aus dem Dienst. Er blieb zunächst Mitglied des Stadtrates.
Neben den öffentlichen Ämtern war Eilender seit 1798 als Notar tätig und bekleidete eine Reihe von Ehrenämtern: Kirchenrat der Hauptpfarrkirche St. Martin (1808), Mitglied der Armenverwaltung (1812), Mitglied der juristischen Prüfungskommission (1813), Mitglied der Schulkommission (1814) und Hauptmann der Bürgerwehr (1815). Als solcher nahm er an der Huldigungsfeier für Friedrich Wilhelm III. teil, das als Musikfest veranstaltet wurde. Er war sehr musikalisch und auch Vorsitzender der Musikalischen Gesellschaft Bonn (1820).
Eilender starb an den Folgen eines Nervenfiebers. Er war mit der Tochter von Charles Dupuis aus Luneville, der als Offizier in kölnische Dienste getreten war, verheiratet und hatte mit ihr fünf Kinder.